# پیتر بوم
پیتر بوم (انگلیسی: Peter Bomm؛ زادهٔ ۹ دسامبر ۱۹۴۷) بازیکن فوتبال اهل آلمان است.
از باشگاه‌هایی که در آن بازی کرده‌است، می‌توان به باشگاه فوتبال بوخوم اشاره کرد.